# 王毓藻
王毓藻（?—?），字魯薌，湖北黄岡人，清朝政治人物。

## 生平
同治二年（1863年）進士，在禮部祠祭司行走。歷官主客司主事、儀制司員外郎、祠祭司郎中，升江蘇蘇松糧儲道，署江蘇按察使，光緒十一年（1885年）改廣東鹽運使，次年改按察使，光緒十四年（1888年）升山東布政使。光緒十九年（1893年）改四川布政使。光绪二十三年二月五日（1897年3月7日）调任贵州巡抚。奏建武备学堂。
光緒十八年（1893年）王毓藻擔任粤运使時，張之洞命其刊印《全上古三代秦汉三国六朝文》，集二十多位文士，耗时八年。